# Oravais församling
Oravais kapellförsamling uppkom när Oravais och Vörå församlingar sammanslogs 2011. Vörå församling är en församling i Korsholms prosteri inom Borgå stift i Evangelisk-lutherska kyrkan i Finland. Till den tvåspråkiga kapellförsamlingen hör kyrkomedlemmar bosatta i Oravais.
Kaplan i kapellförsamlingen är Ingemar Klemets.